# Ichmul
Ichmul är en ort i Mexiko.   Den ligger i kommunen Chikindzonot och delstaten Yucatán, i den östra delen av landet, 1 100 km öster om huvudstaden Mexico City. Ichmul ligger 34 meter över havet och antalet invånare är 911.
Terrängen runt Ichmul är mycket platt. Runt Ichmul är det glesbefolkat, med 18 invånare per kvadratkilometer. Närmaste större samhälle är Saban, 15,9 km sydost om Ichmul. I omgivningarna runt Ichmul växer i huvudsak städsegrön lövskog.